# Liste von Windkraftanlagen in Deutschland

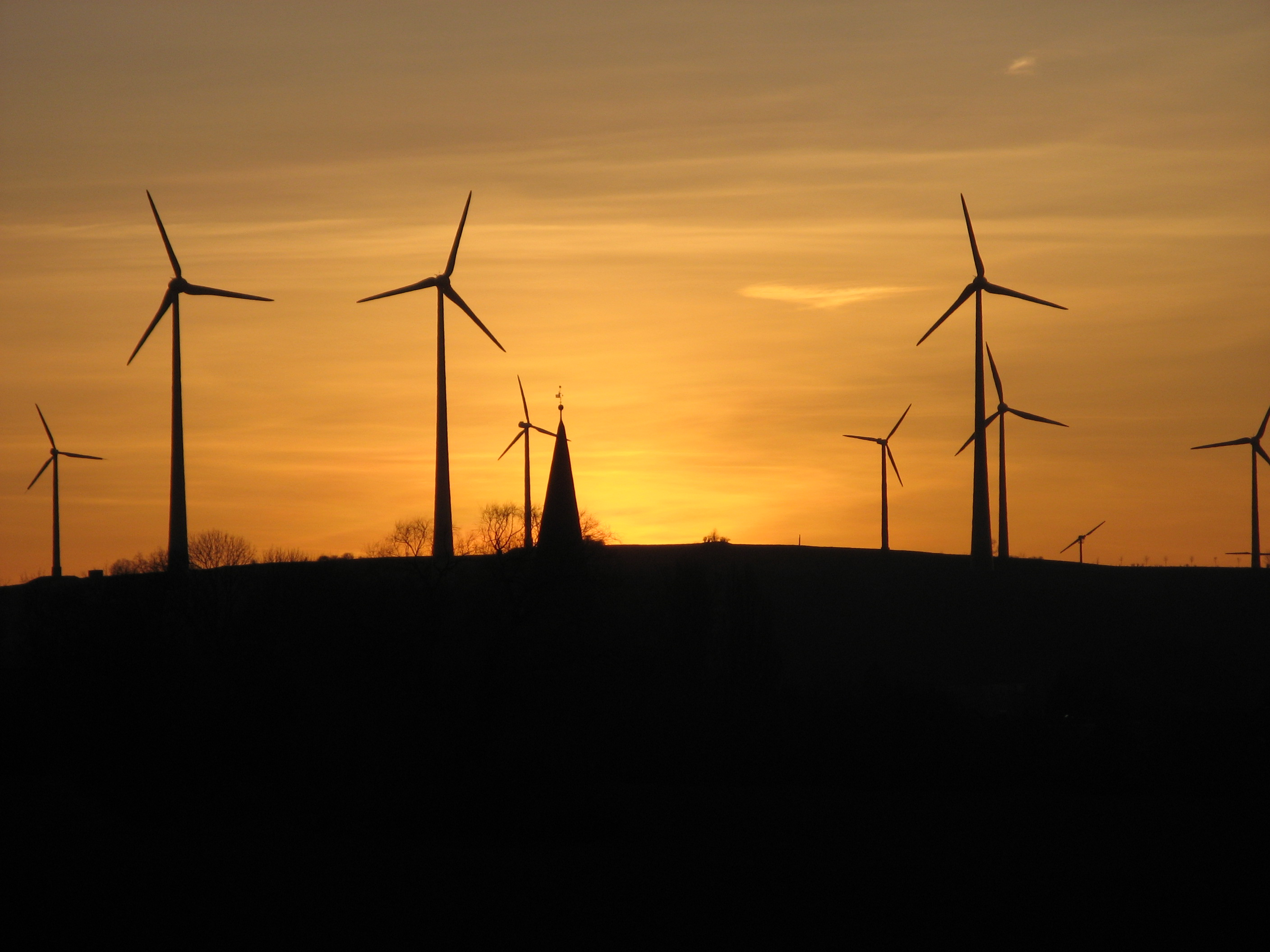
Windpark Druiberg bei Dardesheim, Sachsen-Anhalt

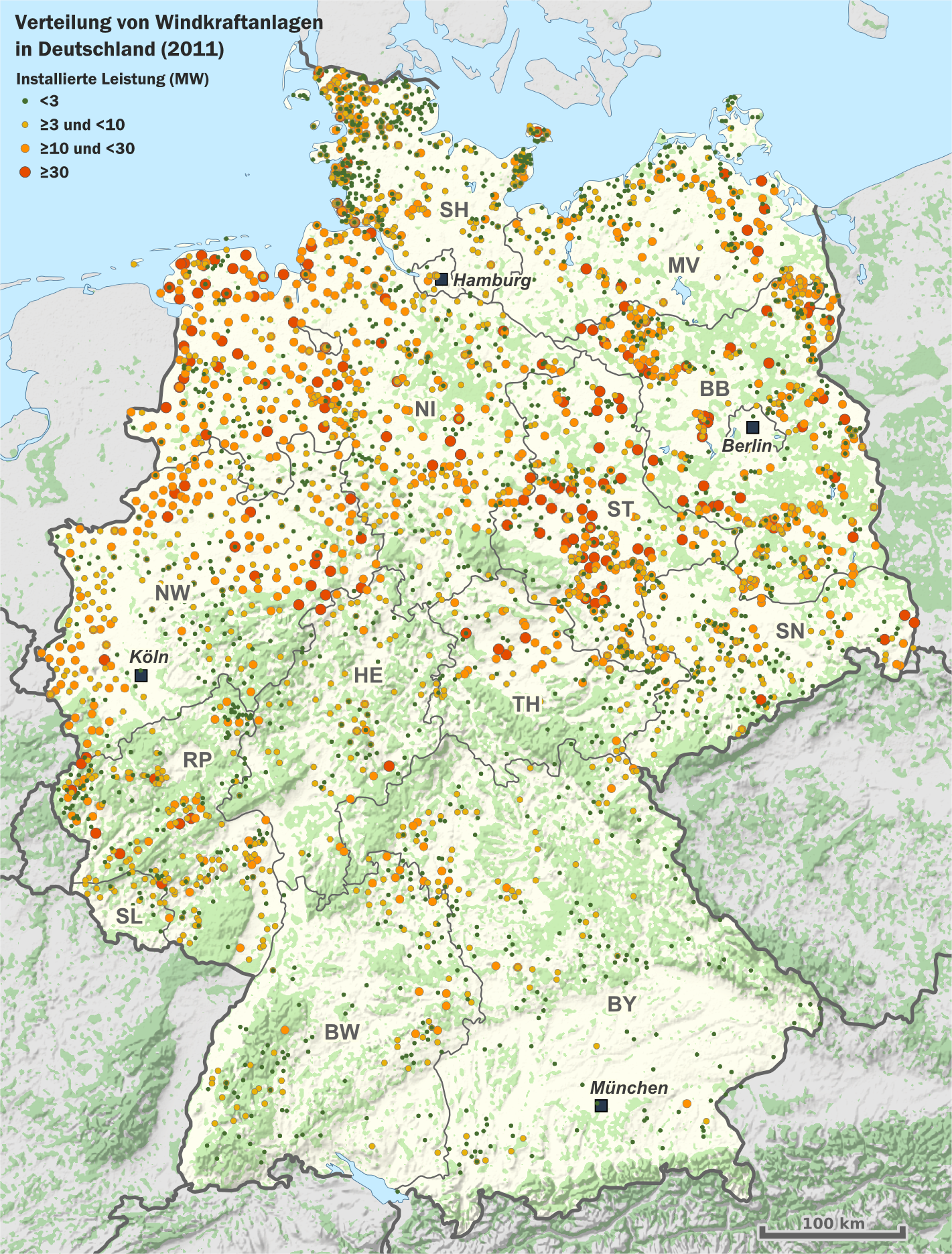
Standorte 2011

Die Liste von Windkraftanlagen in Deutschland nennt Windkraftanlagen und Windparks in der Bundesrepublik Deutschland. Dies beinhaltet Onshore- und Offshore-Anlagen.
In Deutschland haben sich 2023 laut Bundesverband Windenergie an Land 28.677 Windräder gedreht. Auf See sind es 1566. Spitzenreiter mit 6169 Anlagen im bundesweiten Vergleich ist Niedersachsen.
Nach Größe sortiert:
- Liste der größten deutschen Onshore-Windparks

Nach Bundesländern untergliedert:
- Baden-Württemberg
- Bayern
- Berlin und Brandenburg
- Bremen, Hamburg und Niedersachsen
- Hessen
- Mecklenburg-Vorpommern
- Nordrhein-Westfalen
- Rheinland-Pfalz
- Saarland
- Sachsen
- Sachsen-Anhalt
- Schleswig-Holstein
- Thüringen

Offshore-Windparks:
- Liste von deutschen Offshore-Windparks